# 키르스텐 시고르
키르스텐 시고르(Kirsten Siggaard, 1954년 9월 7일 ~ )는 덴마크의 가수, 배우이다. 쇠렌 분드고르 결성 음악 그룹 핫 아이즈의 일원으로도 활동한 경력을 갖고 있다. 3차례의 유로비전 송 콘테스트(1984, 1985, 1988)에서 덴마크 대표로 참가했다. 